# Janne Mugame
Janne Mugame (10 de marzo de 1982) es una deportista estonia que compitió en natación adaptada. Ganó una medalla de bronce en los Juegos Paralímpicos de Sídney 2000 en la prueba de 50 m espalda (clase S14).

## Palmarés internacional
| Juegos Paralímpicos | Juegos Paralímpicos | Juegos Paralímpicos | Juegos Paralímpicos |
| Año                 | Lugar               | Medalla             | Prueba              |
| ------------------- | ------------------- | ------------------- | ------------------- |
| 2000                | Sídney (Australia)  | Medalla de bronce   | 50 m espalda S14    |